# Championnat du Congo de football 2003
Navigation
Saison précédente Saison 2007
La saison 2003 du Championnat du Congo de football est la trente-huitième édition de la première division congolaise, la MTN Ligue 1. Après une phase régionale qualificative, les seize meilleures équipes disputent le championnat national, joué en deux phases :
- une phase de poules (quatre poules de quatre équipes) dont les deux premiers accèdent à la phase finale
- une phase finale à élimination directe (quarts, demi-finales et finale)

C’est le club de Saint-Michel de Ouenzé qui remporte la compétition cette saison, après avoir battu le CS La Mancha en finale nationale. C’est le tout premier titre de champion du Congo de l’histoire du club.

## Qualifications continentales
Le champion du Congo se qualifie pour la Ligue des champions de la CAF 2004 tandis que le vainqueur de la Coupe du Congo obtient son billet pour la Coupe de la confédération 2004. Si un club réussit le doublé Coupe-championnat, c’est le finaliste de la Coupe qui participe à la Coupe de la confédération. Quant au finaliste du championnat, il obtient son billet pour la première édition de la Coupe UNIFFAC des clubs.

## Les clubs participants
- Département de Brazzaville :
  - Union Sports Mbingui
  - Étoile du Congo
  - AS Police Brazzaville
  - Saint-Michel de Ouenzé
  - Diables noirs de Brazzaville
  - CARA Brazzaville
- Département de Niari : Socobois Dolisie
- Département de la Sangha : Inter Club Ouesso
- Département des Plateaux : Abeilles Lékana
- Département de Pointe-Noire :
  - CS La Mancha
  - AS Cheminots
  - Pigeon Vert
  - JS Bougainvillée
  - Vita Club Mokanda
- Département de la Bouenza :
  - Olympique Nkayi
  - Elecsport Bouansa

## Compétition

### Phase de poules
Le barème utilisé pour établir le classement est le suivant :
- Victoire : 3 points
- Match nul : 1 point
- Défaite, forfait ou abandon : 0 point

| Rang | Équipe                    | Pts | J | G | N | P | Bp | Bc | Diff |
| ---- | ------------------------- | --- | - | - | - | - | -- | -- | ---- |
| 1    | AS Police BrazzavilleT    |     | 3 |   |   |   |    |    |      |
| 2    | AS Cheminots Pointe-Noire |     | 3 |   |   |   |    |    |      |
| 3    | Elecsport Bouansa         |     | 3 |   |   |   |    |    |      |
| 4    | Inter Club Ouesso         |     | 3 |   |   |   |    |    |      |

| Rang | Équipe              | Pts | J | G | N | P | Bp | Bc | Diff |
| ---- | ------------------- | --- | - | - | - | - | -- | -- | ---- |
| 1    | Union Sport Mbingui | 7   | 3 | 2 | 1 | 0 | 15 | 1  | +14  |
| 2    | Étoile du Congo     | 4   | 2 | 1 | 1 | 0 | 1  | 1  | 0    |
| 3    | Pigeon Vert         | 3   | 2 | 1 | 0 | 1 | 2  | 1  | +1   |
| 4    | Olympique Nkayi     | 0   | 3 | 0 | 0 | 3 | 1  | 16 | -15  |

| Rang | Équipe                 | Pts | J | G | N | P | Bp | Bc | Diff |
| ---- | ---------------------- | --- | - | - | - | - | -- | -- | ---- |
| 1    | CS La Mancha           | 5   | 3 | 1 | 2 | 0 | 16 | 2  | +14  |
| 2    | Saint-Michel de Ouenzé | 5   | 3 | 1 | 2 | 0 | 7  | 1  | +6   |
| 3    | CARA Brazzaville       | 5   | 3 | 1 | 2 | 0 | 5  | 1  | +4   |
| 4    | Socobois Dolisie       | 0   | 3 | 0 | 0 | 3 | 4  | 28 | -24  |

| Rang | Équipe                       | Pts | J | G | N | P | Bp | Bc | Diff |
| ---- | ---------------------------- | --- | - | - | - | - | -- | -- | ---- |
| 1    | JS Bougainvillée             | 9   | 3 | 3 | 0 | 0 | 11 | 3  | +8   |
| 2    | Diables noirs de Brazzaville | 6   | 3 | 2 | 0 | 1 | 1  | 1  | 0    |
| 3    | Vita Club Mokanda            | 3   | 3 | 1 | 0 | 2 | 5  | 3  | +2   |
| 4    | Abeilles Lékana              | 0   | 3 | 0 | 0 | 3 | 2  | 12 | -10  |

### Phase finale
|  | Quarts de finale             | Quarts de finale             | Quarts de finale       | Quarts de finale       |                            |                            | Demi-finales | Demi-finales | Demi-finales                  | Demi-finales                  |                               |                               | Finale | Finale | Finale | Finale |
|  |                              |                              |                        |                        |                            |                            |              |              |                               |                               |                               |                               |        |        |        |        |
|  |                              |                              |                        |                        |                            |                            |              |              |                               |                               |                               |                               |        |        |        |        |
|  |                              |                              |                        |                        |                            |                            |              |              |                               |                               |                               |                               |        |        |        |        |
|  | Saint-Michel de Ouenzé       | Saint-Michel de Ouenzé       | 1                      | 1                      |                            |                            |              |              |                               |                               |                               |                               |        |        |        |        |
|  | Saint-Michel de Ouenzé       | Saint-Michel de Ouenzé       | 1                      | 1                      |                            |                            |              |              |                               |                               |                               |                               |        |        |        |        |
|  | JS Bougainvillée             | JS Bougainvillée             | 0                      | 0                      |                            |                            |              |              |                               |                               |                               |                               |        |        |        |        |
|  | JS Bougainvillée             | JS Bougainvillée             | 0                      | 0                      | Saint-Michel de Ouenzé     | Saint-Michel de Ouenzé     | 1            | 1            |                               |                               |                               |                               |        |        |        |        |
|  |                              |                              |                        |                        | Saint-Michel de Ouenzé     | Saint-Michel de Ouenzé     | 1            | 1            |                               |                               |                               |                               |        |        |        |        |
|  |                              |                              | Union Sport Mbingui    | Union Sport Mbingui    | 0                          | 0                          |              |              |                               |                               |                               |                               |        |        |        |        |
|  | Union Sport Mbingui          | Union Sport Mbingui          | Union Sport Mbingui    | Union Sport Mbingui    | 0                          | 0                          | 1            | 1            |                               |                               |                               |                               |        |        |        |        |
|  | Union Sport Mbingui          | Union Sport Mbingui          |                        |                        |                            |                            |              | 1            |                               |                               |                               |                               |        |        |        |        |
|  | AS Cheminots                 | AS Cheminots                 | 0                      | 0                      |                            |                            |              |              |                               |                               |                               |                               |        |        |        |        |
|  | AS Cheminots                 | AS Cheminots                 | 0                      | 0                      | Saint-Michel de Ouenzé tab | Saint-Michel de Ouenzé tab | 0 (4)        | 0 (4)        |                               |                               |                               |                               |        |        |        |        |
|  |                              |                              |                        |                        | Saint-Michel de Ouenzé tab | Saint-Michel de Ouenzé tab | 0 (4)        | 0 (4)        |                               |                               |                               |                               |        |        |        |        |
|  |                              |                              | CS La Mancha           | CS La Mancha           | 0 (3)                      | 0 (3)                      |              |              |                               |                               |                               |                               |        |        |        |        |
|  | CS La Mancha                 | CS La Mancha                 | CS La Mancha           | CS La Mancha           | 0 (3)                      | 0 (3)                      | 1            | 1            |                               |                               |                               |                               |        |        |        |        |
|  | CS La Mancha                 | CS La Mancha                 |                        |                        |                            |                            |              |              |                               |                               |                               |                               |        |        |        |        |
|  | Diables noirs de Brazzaville | Diables noirs de Brazzaville | 0                      | 0                      |                            |                            |              |              |                               |                               |                               |                               |        |        |        |        |
|  | Diables noirs de Brazzaville | Diables noirs de Brazzaville | 0                      | 0                      | CS La Mancha               | CS La Mancha               | 1            | 1            | Match pour la troisième place | Match pour la troisième place | Match pour la troisième place | Match pour la troisième place |        |        |        |        |
|  |                              |                              |                        |                        | CS La Mancha               | CS La Mancha               | 1            | 1            | Match pour la troisième place | Match pour la troisième place | Match pour la troisième place | Match pour la troisième place |        |        |        |        |
|  |                              |                              | AS Police BrazzavilleT | AS Police BrazzavilleT | 0                          | 0                          |              |              |                               |                               |                               |                               |        |        |        |        |
|  | 'AS Police BrazzavilleT' tab | 'AS Police BrazzavilleT' tab | AS Police BrazzavilleT | AS Police BrazzavilleT | 0                          | 0                          | 2 (3)        | 2 (3)        |                               |                               |                               |                               |        |        |        |        |
|  | 'AS Police BrazzavilleT' tab | 'AS Police BrazzavilleT' tab |                        |                        |                            |                            |              | 2 (3)        |                               |                               | Union Sport Mbingui           | Union Sport Mbingui           | 1      | 1      |        |        |
|  | Étoile du Congo              | Étoile du Congo              | 2 (2)                  | 2 (2)                  |                            |                            |              |              |                               |                               | Union Sport Mbingui           | Union Sport Mbingui           | 1      | 1      |        |        |
|  | Étoile du Congo              | Étoile du Congo              | 2 (2)                  | 2 (2)                  | AS Police BrazzavilleT     | AS Police BrazzavilleT     | 0            | 0            |                               |                               |                               |                               |        |        |        |        |
|  |                              |                              |                        |                        |                            |                            |              |              |                               |                               |                               |                               |        |        |        |        |

## Bilan de la saison
| Championnat du Congo de football 2003 |                                    |
| Champion                              | Saint-Michel de Ouenzé (1er titre) |
| Coupes et trophées                    |                                    |
| Vainqueur de la Coupe du Congo 2003   | Diables noirs de Brazzaville       |
| Qualifications continentales          |                                    |
| Ligue des champions de la CAF 2004    | Saint-Michel de Ouenzé             |
| Coupe UNIFFAC des clubs 2004          | CS La Mancha                       |
| Coupe de la confédération 2004        | Diables noirs de Brazzaville       |
| Promotions et relégations             |                                    |
| Promus en MTN Ligue 1                 | Aucun                              |
| Relégués en MTN Ligue 2               | Aucun                              |